# IEC 60870
IEC 60870 és una normativa de la International Electrotechnical Commission que defineix els sistemes usats en telecontrol (adquisició de dades i control de supervisió). Aquests sistemes s'empren per a controlar dispositius dintre de la xarxa de distribució d'energia elèctrica. Mitjançant aquests protocols, els equips de diferents subministradors poden interoperar entre ells amb total compatibilitat. L'estàndard IEC 60870 té 6 parts, les quals defineixen temes general, condicions d'operació, interfícies elèctriques, requeriments de prestacions i protocols de transmissió de dades. L'IEC 60870 està desenvolupat pel comitè tècnic TC57 (grup de treball WG 03). La darrera versió es pot consultar aquí.

## Parts de l'IEC 60870
- IEC TR 60870-1-1:1988 Consideracions generals. Secció 1 : Principis generals.
- IEC 60870-1-2:1989 Consideracions generals. Secció 2: Guia d'especificacions.
- IEC TR 60870-1-3:1997 Consideracions generals - Secció 3: Glossari.
- IEC TR 60870-1-4:1994 Consideracions generals - Secció 4: Aspectes bàsics de la transmissió de dades i organització dels estàndards IEC 870-5 i IEC 870-6.
- Fig.1 Comptador d'energia intel·ligent

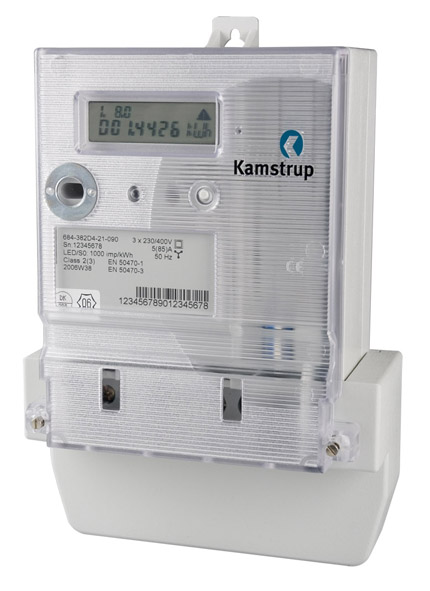
Fig.1 Comptador d'energia intel·ligent

IEC TR 60870-1-5:2000 Consideracions generals - Secció 4: Influència dels procediments de transmissió via modem.
- IEC 60870-2-1:1995 Condicions d'operació - Secció 1: Font d'alimentació i compatibilitat electromagnètica.
- IEC 60870-2-2:1996 Condicions d'operació - Secció 2: Condicions ambientals (climàtic, mecànic i altres influències no elèctriques).
- IEC 60870-3:1989 Interfícies (característiques elèctriques).
- IEC 60870-4:1990 Requeriment de prestacions.

## IEC 60870-5
IEC 60870 part 5, també conegut com a protocols de transmissió, proveeix un perfil de comunicacions per enviar missatges bàsics de telecontrol entre dos sistemes. El grup de treball IEC TC 57 WG3 ha desenvolupat la normativa de telecontrol, teleprotecció, i telecomunicació per sistemes de distribució elèctrica. El resultat d'aquest treball és la part IEC 60870-5. Cinc documents especifiquen la base de l'IEC 60870-5:
- IEC 60870-5-1 Formats de trama de transmissió
- IEC 60870-5-2 Serveis de transmissió d'enllaç de dades
- IEC 60870-5-3 Estructura general de dades d'aplicació
- IEC 60870-5-4 Definició i codificació d'elements d'informació
- IEC 60870-5-5 Funcions d'aplicació bàsiques
- IEC 60870-5-6 Guia de test de conformitat de l'IEC 60870-5
- IEC TS 60870-5-7 Extensions de seguretat a IEC 60870-5-101 i protocols IEC 60870-5-104 (aplica IEC 62351)

El IEC TC 57 també ha generat les normes addicionals:
- IEC 60870-5-101 Protocols de transmissió - normativa addicional per tasques de telecontrol bàsiques
- IEC 60870-5-102 Protocols de transmissió - normativa addicional per la transmissió de totals integrats en sistemes de potència elèctrics (aquest a norma no s'usa arreu)
- IEC 60870-5-103 Protocols de transmissió - normativa addicional per la interfície informativa d'equipament de protecció
- IEC 60870-5-104 Protocols de transmissió - accés a la xarxa per IEC 60870-5-101 usant els perfils de transport estàndard
- IEC TS 60870-5-601 Protocols de transmissió - compliment desl casos de test per la IEC 60870-5-101
- IEC TS 60870-5-604 Compliment dels casos de test de la IEC 60870-5-104

IEC 60870-5-101/102/103/104 són normes addicionals generades per a tasques de telecontrol bàsic, transmissió dels totals integrats, intercanvi de dades des dels equips de protecció i accés a xarxa d'IEC101 respectivament.

## IEC 60870-6
El grup de treball IEC TC 57 WG3 també genera estàndards per al telecontrol compatibles amb estàndards ISO i recomanacions ITU-T. Aquests estàndards inclouen : 
- IEC 60870-6-1 Estàndards del context i organització d'aplicacions.
- IEC 60870-6-2 Use of basic standards (Capes OSI 1–4).
- IEC 60870-6-501 TASE.1 Definicions de servei.
- IEC 60870-6-502 TASE.1 Definicions de protocol.
- IEC 60870-6-503 TASE.2 Serveis i protocol.
- IEC 60870-6-504 TASE.1 Convenciones d'usuari.
- IEC TR 60870-6-505 TASE.2 Guia d'usuari.
- IEC 60870-6-601 Perfil funcional per proveir el servei de transport orientat a connexió en una xarxa de commutació de paquets.
- IEC 60870-6-602 TASE Perfils de transport.
- IEC 60870-6-701 Perfil funcional per a proveir el servei d'aplicació TASE.1 al sistema final.
- IEC 60870-6-702 Perfil funcional per a proveir el servei d'aplicació TASE.2 al sistema final.
- IEC 60870-6-802 TASE.2 Model d'objectes.